# Nannastacus occidentalis
Nannastacus occidentalis är en kräftdjursart som beskrevs av Mihai Bacescu och Zarui Muradian 1975. Nannastacus occidentalis ingår i släktet Nannastacus och familjen Nannastacidae. Inga underarter finns listade i Catalogue of Life.